# Neperigea suffusa
Neperigea suffusa är en fjärilsart som beskrevs av Barnes och Mcdunnough 1912. Neperigea suffusa ingår i släktet Neperigea och familjen nattflyn. Inga underarter finns listade i Catalogue of Life.